# Caballero de lata
El Caballero de lata es un ser fantasmal de la mitología chilota. La leyenda tendría su origen en la época colonial de Chile.

## Leyenda
Según las leyendas de los habitantes de Chiloé, el Caballero de lata sería un ser fantasmal que cabalga con una armadura idéntica a las usadas por los soldados españoles que se dedicaban a custodiar los fuertes y destacamentos existentes en Chiloé durante la Colonia. 
Se dice que este fantasmal caballero se aparece en el área de Chacao y Linao, como un jinete que monta un fantasmal caballo negro con crines de fuego, el cual puede ser visto desde una distancia lejana.